# Blanquita Suárez
|  | Per a altres significats, vegeu «Blanquita Suárez (obra)». |

Blanquita Suárez Zarza (Teatre Principal de Sant Sebastià, 17 d'octubre de 1894 - Madrid, 11 de maig de 1983), va ser una cantant i cupletista guipuscoana que triomfà al Paral·lel de Barcelona. Fou una artista còmica que provenia d'una família dedicada tradicionalment a l'espectacle: el seu avi era apuntador del Teatre Apolo, el seu pare era baríton, la seva mare, corista de sarsuela i la seva germana, Cándida Suárez, una soprano reconeguda que va triomfar durant els anys 30 i 40 del segle xx.

## Trajectòria artística
Blanquita Suárez es va iniciar en el món dels escenaris als 12 anys en el Port de Les Palmes, a les illes Canàries, i al llarg de la seva carrera va actuar en operetes, sarsueles, revistes, dins del denominat género chico, com a vedette i cupletista. Com moltes actrius de l'època, Blanquita va gravar diversos discos i va participar com a actriu secundària en diverses pel·lícules.
El 1917 es va presentar com a estrella de varietats al Teatre Eldorado de Barcelona, però no va ser fins que va actuar al  Paral·lel que va esdevenir una actriu reconeguda a la ciutat comtal. Álvaro Retana va compondre per a ella la música i Rafael Adam Baiges la lletra del fado Blanquita, que es va arribar a fer molt popular.

## Model per a un quadre
Picasso freqüentava els locals de diversió barcelonins de l'època on possiblement va coincidir amb Blanquita Suárez i s'hi va fixar com a model per a les seves obres. D'aquesta connexió es conserven uns esbossos de la cantant còmica al Museé National Picasso Paris i sobretot l'oli del Museu Picasso titulat Blanquita Suárez, pintat a Barcelona el 1917.

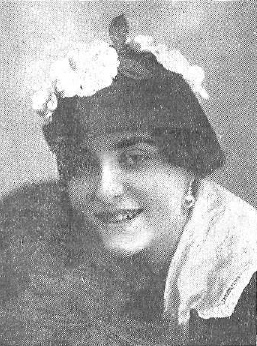
Mundo Gráfico, 30 de juny de 1915

## Filmografia[9]
- La verdad (1917, pel·lícula muda)
- Fabricante de suicidios, de Francesc Elías (1928)
- Fútbol, amor y toros, de Florián Rey (1929)
- Aventura, de Jerónimo Mihura (1942)
- Rojo y negro, de Carlos Arévalo (1942)
- La chica del gato, de Ramon Quadreny (1943)
- ¡Che, qué loco!, de Ramon Torrado (1953)
- El Bandido generoso, de José María Elorrieta (1954)
- Dos novias para un torero, d'Antonio Román (1956)
- La Violetera, de Luis Cesar Amadori (1958)
- Fray Escoba (1961)